# Rilhac-Xaintrie
 Rilhac-Xaintrie  là một xã thuộc tỉnh Corrèze trong vùng Nouvelle-Aquitaine miền trung Pháp.